# Bastille Saint-Antoine
De Bastille Saint-Antoine, bekend geworden onder de verkorte aanduiding La Bastille, was een burcht-gevangenis in Parijs, die bekend werd door de bestorming ervan op 14 juli 1789, die wordt beschouwd als het begin van de Franse Revolutie.

## Geschiedenis
Onder koning Filips II van Frankrijk (koning van 1180 tot 1223) werd een begin gemaakt met de versterking van de stad Parijs. In de ommuring werd een stadspoort geplaatst, waardoor de centrale Oud-Romeinse weg voerde, van het stadscentrum naar Meaux en Melun. Deze weg liep langs de abdij Saint-Antoine-des-Champs, waardoor de verbinding de naam Faubourg-Saint-Antoine kreeg. Aan de naam van dit klooster dankte de poort ook haar naam.
Door toedoen van de latere koning Karel V van Frankrijk (koningschap: 1364–1380) werd in 1356 een begin gemaakt met de bouw van een nieuwe muur ter vervanging van de oude. Aan de bestaande poort van Saint-Antoine werden nog vijf andere toegangspoorten toegevoegd. De koning, die gevlucht was naar het Hôtel Saint-Pol, zijn paleis in Parijs, uit vrees voor een ophanden zijnde opstand die geleid werd door Étienne Marcel, verordonneerde de bouw van een versterkt kasteel ter bescherming van hemzelf en de stad. Hierop werd, onder toezicht van Hugues Aubriot, de Bastille gebouwd. De bouw startte op 22 april 1370 en werd in 1383 voltooid onder koning Karel VI van Frankrijk.
Door de groei van de stad werd een verdere uitbreiding van de fortificatie noodzakelijk. Onder Hendrik II van Frankrijk werd een triomfboog gebouwd in de buurt van de poort Saint-Antoine. Zoals een Romeinse keizer reed Lodewijk XIV van Frankrijk onder deze boog toen hij groots werd onthaald in de hoofdstad, na te zijn gekroond in Reims. Een soortgelijke intocht vond plaats na Lodewijks huwelijk in 1660. Hierop werd de poort tevens verfraaid.
Hoewel het gebouw al eerder sporadisch dienst had gedaan als gevangenis toen de bouwer Hugues Aubriot er had vastgezeten voor ketterij, sodomie en afpersing, werd het gebouw pas definitief een gevangenis door toedoen van kardinaal de Richelieu, onder de regering van koning Lodewijk XIII van Frankrijk. (zie De Bastille als gevangenis hieronder)
De functie van gevangenis zou de Bastille houden tot aan de bestorming van 1789, hoewel het aantal gevangenen toen al beperkt was. Het gebouw verkeerde in slechte staat en er waren al plannen geopperd om het gebouw definitief af te breken. Vlak na de bestorming werd een begin gemaakt met het slopen van het gebouw. Stenen van de Bastille werden als souvenirs verkocht. Het merendeel van het bouwmateriaal dat vrijkwam bij de sloop werd echter gebruikt voor de bouw van de Pont de la Concorde. De markies de la Fayette stuurde een van de sleutels van de Bastille naar George Washington, die nu nog wordt tentoongesteld in de Mount Vernon-residentie die ter ere van Washington tot een museum werd.

## Het gebouw
De opzet van het complex was een onregelmatige rechthoek met acht torens. Deze torens hadden ieder een eigen naam:
- Tour du Coin (Hoektoren)
- Tour de la Chapelle (Kapeltoren)
- Tour du Trésor (Schattoren)
- Tour de la Comté (Graafschapstoren)
- Tour du Puits (Puttoren)
- Tour de la Liberté (Vrijheidstoren)
- Tour de la Bertaudière
- Tour de la Basinière

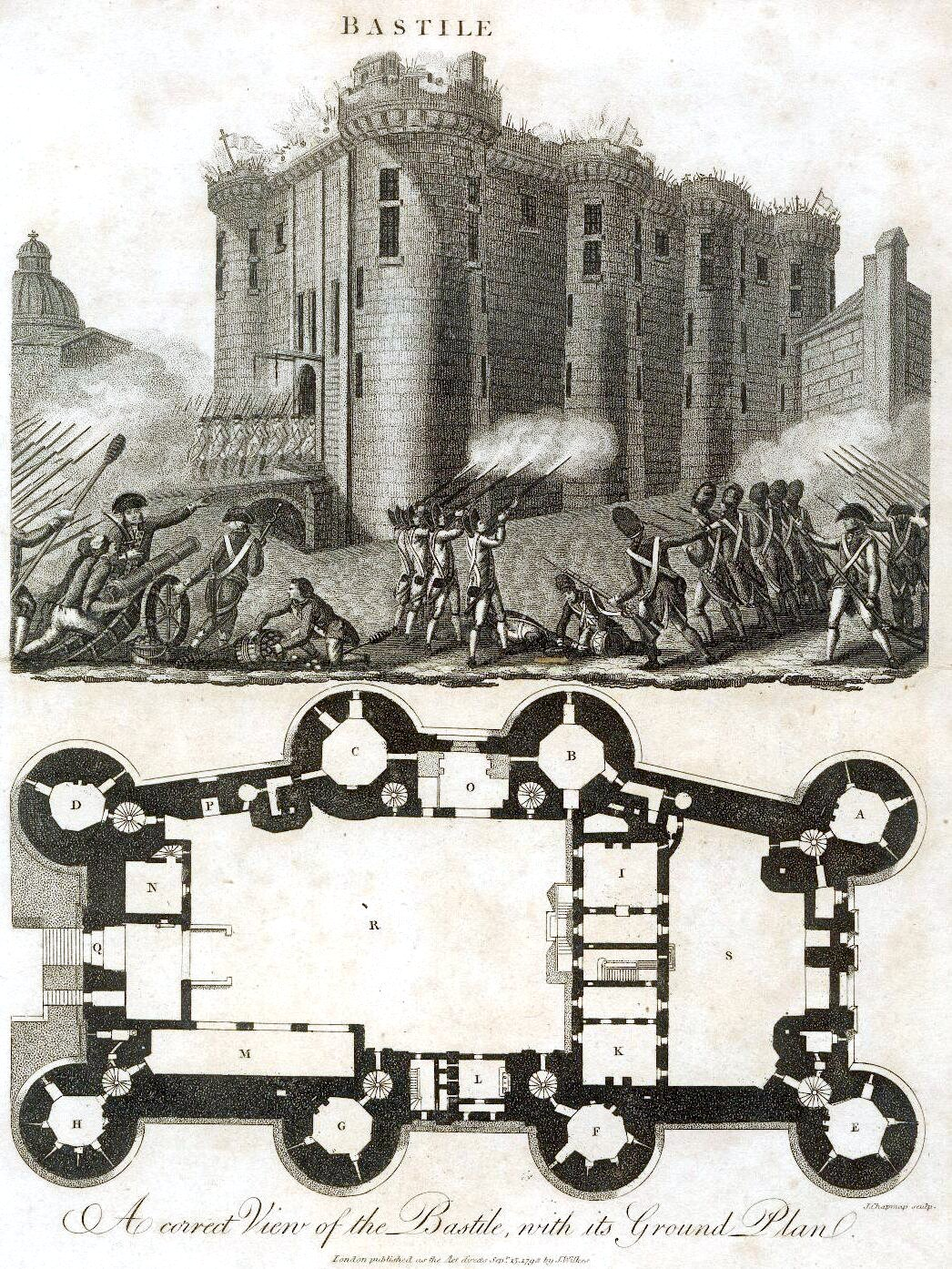
Plattegrond La Bastille

Opvallend aan constructie van muren en torens was, dat beide nagenoeg even hoog waren en dat alle torens door brede transen met elkaar in verbinding stonden. Voordeel hiervan was, dat bij onraad in de buurt van de ene toren de manschappen direct ernaartoe konden lopen, zonder eerst van torens af te dalen en weer op te klimmen. Een ander voordeel van de brede transen was de mogelijkheid om artillerie op de muren te plaatsen.
De afmetingen van het complex waren 70 bij 30 meter en 25 meter hoog. De muren zelf waren 4,5 meter dik. Het geheel werd omgeven door een brede slotgracht, die ca. 8 meter diep was en zijn water verkreeg uit de Seine. Tussen de Basinièretoren en de Comtétoren (zuid) lag de ingang met een ophaalbrug. Deze was na 1580 tot stand gekomen en werd daarmee de enige toegang tot het complex.
Binnen de muren lagen twee binnenplaatsen, de Grande Cour en de Cour du Puits. Omdat het gebouw aanvankelijk was opgezet als een versterkt kasteel, vond men binnen de muren ook diverse faciliteitsgebouwen. Zo waren er een bibliotheek, een kapel en een vergaderzaal, maar ook het arsenaal.

## De Bastille als gevangenis
Toen La Bastille niet meer bewoond werd door de koninklijke familie, werd zij gebruikt als gevangenis, voornamelijk voor leden van de hogere standen en intellectuelen (opsluiting kostte geld). Men kwam in de Bastille terecht ingevolge een lettre de cachet, een juridisch instrument dat de wil van de koning vertegenwoordigde, buiten de normale juridische procedures om. Deze vorm van rechtspleging wordt vaak voorgesteld als koninklijke absolute willekeur, maar dat was slechts in enkele gevallen zo. De lettres de cachet waren eerder een aanvulling op het wanordelijk recht van het ancien régime en werden uitgeschreven voor libertinage (onzedelijk gedrag, verkrachting), persdelicten, voor ordeverstoorders en geldverspillers (die hun familie aan de bedelstaf brachten), meestal op verzoek van de familie zelf, of om aan een onterende straf te ontkomen. Tegen de tijd van de Franse Revolutie hadden de lettres de cachet en de Bastille een kwalijke reputatie gekregen als beeld van de koninklijke willekeur – grotendeels onterecht, overigens, bij de 'bevrijding' zaten er nauwelijks gevangenen. Dit kwalijke beeld bleef zorgvuldig bewaard door diegenen die de Franse Revolutie rechtvaardigden.
Diegenen die vastzaten wegens een lettre de cachet genoten een uitzonderlijk comfortabel regime met hun eigen huispersoneel, vrijheid om te wandelen (ook buiten de gevangenis), bezoek te ontvangen, te schrijven, toegang tot een bibliotheek en diners op kosten van de koning (de menu's werden 's ochtends aan de gevangenen ter goedkeuring aangeboden). Kardinaal de Rohan besteedde 120 francs per dag, en de prins van Courland, die vijf maanden in de Bastille verbleef, maakte 22000 francs op. Om de graaf van Solages in de Bastille te houden, betaalde de familie 700 pond per kwartaal, terwijl voor de opsluiting van de markies de Sade 600 pond per kwartaal betaald werd door zijn schoonfamilie.
In het begin van de regeringsperiode van Lodewijk XV huisvestte de Bastille naast hooggeplaatste gevangenen ook veroordeelde criminelen uit de lagere klassen, die meteen in de onderste cellen terechtkwamen en daar veel minder comfort genoten. Vanaf 1750 werden deze cellen haast niet meer gebruikt.
De gouverneur van de gevangenis ontving een dagelijkse vergoeding per gevangene, waarbij de hoogte van het bedrag afhing van hun status – 19 livres per dag voor wetenschappers en academici tot aan 3 livres voor gewoon volk. Qua normering waren er ergere gevangenissen in Frankrijk, zoals de verachte Bicêtre even ten zuiden van Parijs. De voorkomendheid van de gouverneur van de Bastille was zelfs zo groot dat gevangenen waarvan men vond dat ze ten onrechte waren gearresteerd een vergoeding kregen, en families van gevangengezette kostwinners ondersteund werden uit de kas van de gevangenis.

## Beeld van de Bastille als plaats van gruwel

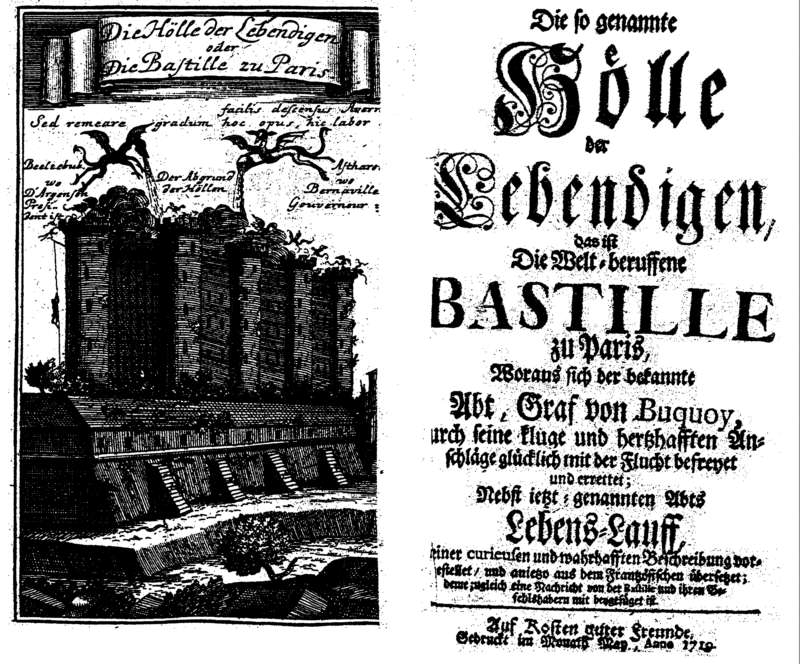
De Hel = La Bastille

Op basis van overlevering was de Bastille een plaats van gruwel en onderdrukking. De discrepantie tussen de werkelijkheid van een relatief comfortabele gevangenis, dunbevolkt tot bijna leeg, en het onterechte beeld van gruwel bij het publiek nam toe gedurende de 18e eeuw. De verhalen over vreselijke toestanden zijn afkomstig van (en verzonnen door) enkele gasten en werden ná de Franse revolutie breed uitgemeten om de Revolutie te rechtvaardigen en de koninklijke tirannie en willekeur te illustreren.

### Renneville
Uit het begin van de 18e eeuw schreef de oud-ambtenaar Constantin de Renneville, die in de periode 1702-1713 na zijn terugkeer uit het buitenland vastzat op beschuldiging van spionage, een boek getiteld Geschiedenis van de Bastille. Hij schreef over de gouverneur van de Bastille, Charles Le Fournière Bernaville, het volgende:
Sterfelijken, wees bang door dit beeld van de hel
Een tiran regeert hier, de duivel is zijn slaaf
Daar Satan slechts de schuldigen straft
Maar Bernaville de Onschuld zelf ombrengt
In een andere passage beschreef hij, hoe hij door een opening in de muur menselijke resten zag. Hij begon in de ongeplaveide vloer te graven, waarbij hij op een in doeken gewikkeld lijk stuitte.
De bewaarder zei, dat zij de jammerlijke resten in de cel hadden gelaten.
Renneville had vóór zijn opsluiting al pamfletten tegen de koning geschreven. Zijn boek werd opgedragen aan koning George I van Groot-Brittannië.

### Voltaire
Voltaire, tweemaal opgesloten (één keer wegens smaad in geschrifte en één keer wegens gewelddaden), klaagde in een brief aan George Berkeley, dat hij geen schrijfmateriaal ontving. Het is bekend dat Voltaire er met veel egards ontvangen werd, dineerde met de gouverneur zelf, en dat hij een beperkt aantal bezoekers mocht ontvangen (vijf per dag). Toen hij vrijgelaten werd, verliet hij de Bastille niet meteen, omdat hij nog zaken te regelen had. Voltaire heeft overigens zélf ooit verzocht een buurvrouw op te laten sluiten wegens de herrie die zij in haar dronkenschap maakte. Verder werd in 1753 Laurent Angliviel de la Beaumelle, een schrijver die in wederzijdse onmin met Voltaire leefde, zeven maanden in de Bastille opgesloten. In 1756 werd Beaumelle opnieuw gevangengezet. Er wordt beweerd dat Voltaire in beide gevallen een rol in de arrestatie van Beaumelle gespeeld heeft.

### Danry (Latude)
De leugenaar en fabulator Danry gaf zich uit voor Masers, markies van La Tude. Hij stuurde een bom naar Madame de Pompadour en ging vervolgens het personeel van Versailles waarschuwen voor een aanslag. De bom werd onschadelijk gemaakt, maar het opschrift op het bompakket kwam overeen met Danry's handschrift. De man werd gek verklaard en in de Bastille opgesloten. Vijfendertig jaar lang poogde hij te ontsnappen.
Later verzon hij dat hij wegens een gril van Madame de Pompadour opgesloten was, en schreef verhalen over mishandelingen en slecht eten. Indien hij, eenmaal vrijgelaten, de archieven en dagboeken van de Bastille verbrand zou hebben (die na de inname in de slotgracht waren gegooid), waren we nooit te weten gekomen dat hij integendeel uitstekend behandeld was, en zich voortdurend onmogelijk maakte. Hij klaagde dat zijn gevogelte niet behoorlijk gelardeerd was en weigerde sommige nieuwe kleren. Hij liet de bewakers op onmogelijke momenten komen om hen boodschappenlijstjes te overhandigen. Hij ontving onder meer een kamerjas gevoerd met konijnenbont, handschoenen en een hoed van bont. Men weet dat hij reeds zeven hemden had maar 12 nieuwe eiste, die hij meteen aan repen scheurde om ermee te ontsnappen. Alexandre Dumas vermeldt naïef over Latude: zijn eten was erger dan wat men aan een kip of hond zou geven. Hij ging gekleed in rottende lompen.

### Een geheim kerkhof van martelaren voor de vrijheid
Na de inname werden resten van de martelaren van de vrijheid gevonden.
De Bastille was een tijdlang de begraafplaats van protestanten die men niet in de gewijde grond van het nabije kerkhof van Sint Paul mocht begraven. De skeletten werden als martelaren op rekening van de koninklijke tirannie geschreven.

### Marteltuigen
De Bastille bezat een verzameling middeleeuwse wapens. Een middeleeuws harnas werd later tentoongesteld met het verhaal dat gevangenen erin geïmmobiliseerd werden. Ook een inbeslaggenomen drukpers werd tot marteltuig gepromoveerd om het publiek te overtuigen van de horror van de gevangenis.

## Beroemde gevangenen
- Hugues Aubriot, stichter
- Jacob III van La Marche
- Lodewijk van Saint-Pol, connétable van Saint-Pol
- Anne du Bourg in 1559
- Frans van Montmorency in 1574
- Charles de Gontaut-Biron, samenzweerder tegen Hendrik IV
- François de Bassompierre
- De man met het ijzeren masker
- La Bourdonnais
- Bussy-Rabutin
- Alessandro Cagliostro en zijn partner Lorenza Feliciani
- Antoon van Chabannes
- Gatien de Courtilz de Sandras
- Nicolas Fouquet, surintendant van financiën
- Élie Fréron
- Thomas Arthur de Lally-Tollendal
- Jean Henri Latude, bekend om zijn ontsnappingen
- Simon-Nicolas-Henri Linguet
- Jean-François Marmontel
- Voltaire, schrijver en filosoof
- Jeanne de Valois-Saint-Rémy, gravin de la Motte, oplichtster in de Diamanten-halssnoeraffaire
- Provoost de Beaumont
- Bernard Palissy, kunstenaar
- Paul Pellisson
- Louis François Armand de Vignerot du Plessis, hertog van Richelieu
- Lodewijk René Eduard de Rohan, kardinaal
- Armand Tuffin de La Rouërie
- Markies de Sade, schrijver
- Jacques Pierre Brissot
- graaf Hubert de Solages, slachtoffer van de affaire Barrau-Solages, een reeks afrekeningen in een adellijke familie die met "lettres de cachet" uitgevochten werd. Hubert was één der "verlosten" uit de Bastille in 1789.
- John Vanbrugh, architect

## Bestorming van de Bastille
Een verhaal, dat aanleiding gaf (naar men zegt) voor de bestorming van de Bastille op 14 juli 1789, was dat van de markies de Sade, die opgesloten zat in de Bastille en op 2 juli uit een raam van een cel gegild zou hebben, dat er gevangenen werden afgeslacht. Door Lüsebrink en Reichardt wordt in hun boek beschreven, dat dit slechts een incident was, maar dat de diepere gedachte die betrekking had op het symbool de Bastille (willekeur van rechtspraak, onderdrukking, absolutisme) de reden was van de volkswoede op 14 juli tegen dit complex. Deze verklaring is eerder een romantisering van de Revolutie, die voorbijgaat aan het planmatig gebruik van die 'volkswoede' door de leiders van de revolutie. In werkelijkheid kwamen de revolutionairen het laatste koninklijk fort in Parijs bezetten, en zich meester maken van het daar opgeslagen buskruit.
Tijdens de bestorming van de Bastille bevonden zich slechts zeven gevangenen in het kasteel: vier valsemunters (Jean Bechade la Barte, Bernard Laroche, Jean La Corrège, Jean Antoine Pujade) die valse wisselbrieven gemaakt hadden; twee krankzinnigen (Tavernier, die ook een complot tegen de koning zou gesmeed hebben, en de graaf de Whyte de Malleville), en graaf Hubert de Solages, incestpleger, vastgehouden op verzoek – en op kosten – van zijn familie. De Sade was net op 4 juli overgeplaatst naar een gesticht bij Charenton. De bevrijde gevangenen werden door de meute in triomf door de straten van Parijs gevoerd, maar de twee krankzinnigen werden vrijwel direct daarna opnieuw opgesloten (in het gekkenhuis van Charenton). De valsemunters werden enige dagen later weer door het gerecht opgepakt. De ontgoocheling over de bevrijde gevangenen werd goedgemaakt door het verzinnen van een achtste, volledig fictieve gevangene: de graaf van Lorges, die 32 jaar opgesloten zou hebben gezeten en aangetroffen zou zijn in ketenen, halfnaakt en met een baard tot aan zijn middel.

## Moderne tijd
Een afwijkende steensoort in de bestrating van het huidige plein Place de la Bastille geeft de contouren aan van het voormalig gebouw. Bij de aanleg van de eerste lijn van de Parijse metro stuitte men in 1899 op delen van de fundering van de Tour de la Liberté. Deze zijn overgebracht naar de Square Henri-Galli aan de boulevard Henri-IV. Ondergronds zijn in het metrostation Bastille aan de oostzijde van het perron voor lijn 5 nog delen van de vestingwerken van de Bastille zichtbaar.

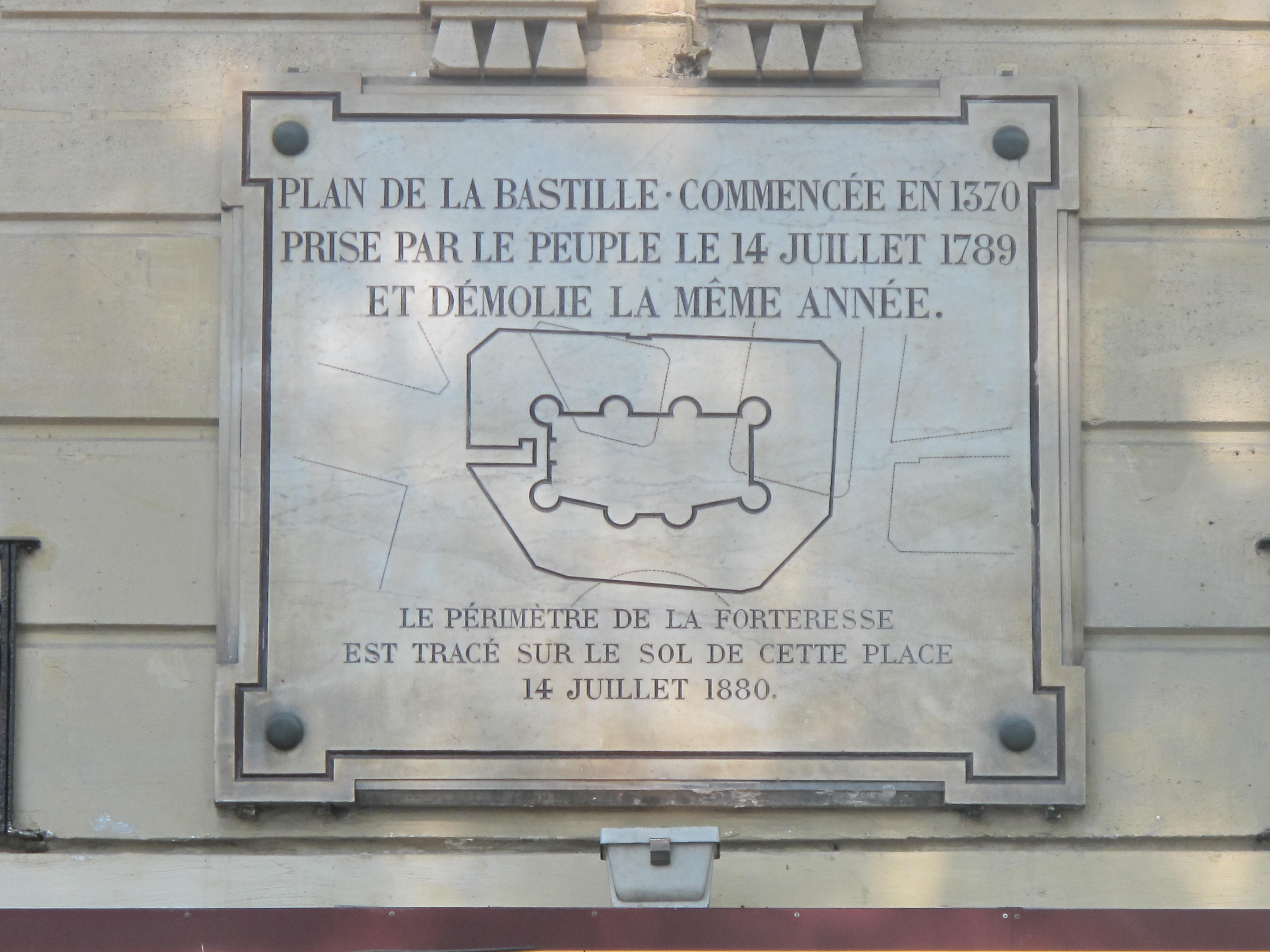
Gedenkplakkaat met plattegrond voor de Bastille
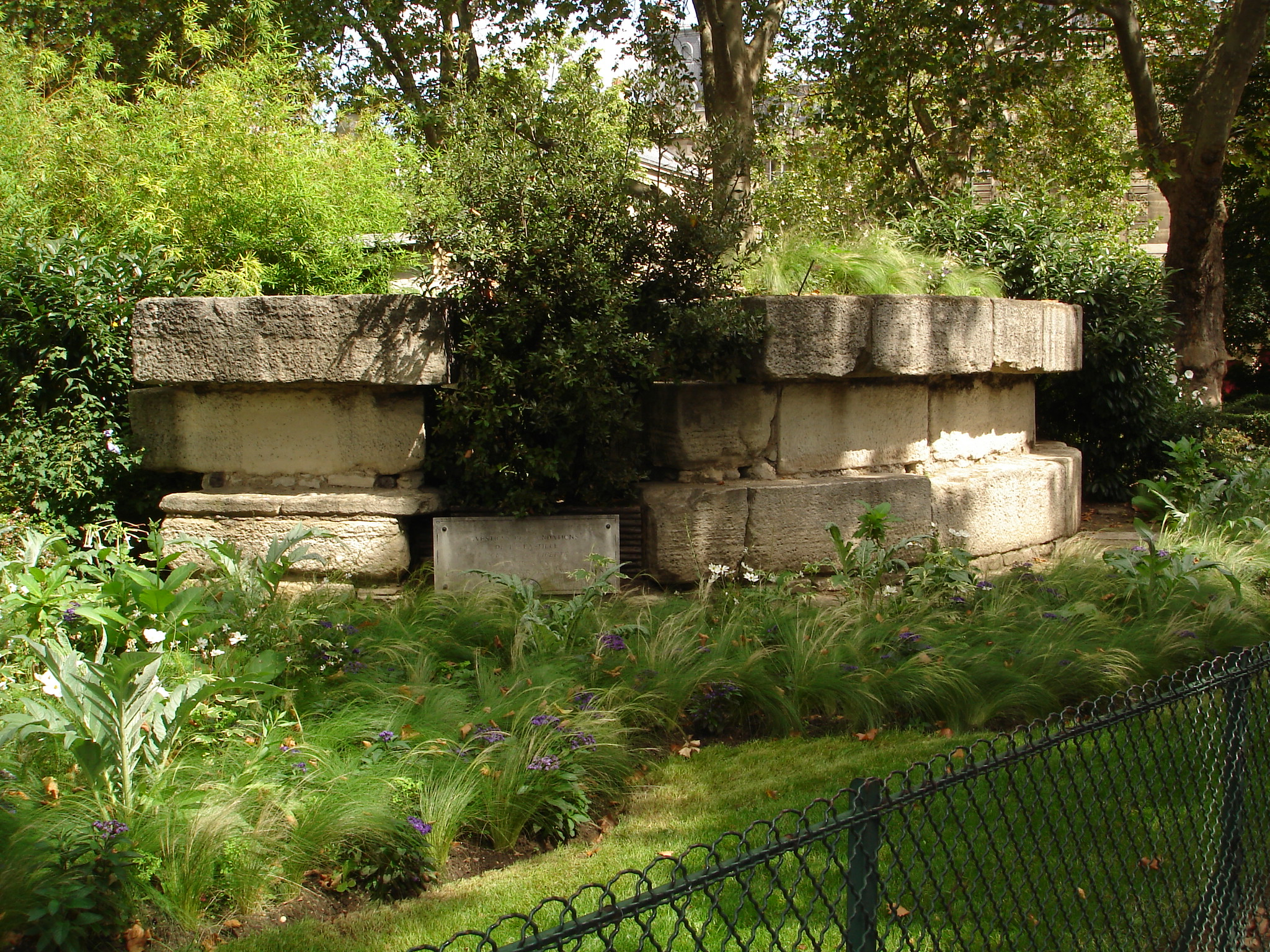
Restanten van La Bastille